# Hadronyche pulvinator
Hadronyche pulvinator is een spinnensoort uit de familie Atracidae. De soort komt voor in Tasmanië.